# کاسته‌دم چاکو
کاسته‌دم چاکو (نام علمی: Nothura chacoensis) نام یک گونه از سرده کاسته‌دم‌ها است.